# Кантакузены
Кантаку́зены (рум. Cantacuzino, греч. Καντακουζηνοί, Кантакузине́) — валахский боярский и русский княжеский род, происходящий из фанариотских купцов, претендующий на происхождение от византийского императора Иоанна VI Кантакузина и династии Кантакузи́нов, правда, без надёжных того подтверждений.
Кантакузены в XVII и XVIII столетии были господарями Молдавии и Валахии. Род Кантакузенов утверждён в России в княжеском достоинстве в 1865 году (Гербовник, XII, 7).

## В Порте, Валахии, Молдавии и России
О Кантакузинах царской крови историки не имеют сведений после падения Константинополя на протяжении более чем ста лет. Только в конце XVI века стали появляться в Фанаре богатые греки, называвшие себя кто Палеологом, кто Комнином, а кто Кантакузеном. Не исключено, что они не были самозванцами, а принадлежали к младшим ветвям соответствующих византийских семейств. Однако источников на этот счёт не сохранилось.
Так, первый фанариотский богач Михаил Кантакузен, прозванный турками «Шайтан-оглу» (тур. şeytan oğlu — сын чёрта), был казнён в 1578 году, достигнув высоких должностей в правительстве Порты, а его отец Димитриос умер в Пизе (Тоскана) в 1536 году, и это единственное, что известно о его происхождении. Сын Михаила Андроник Кантакузен также казнён в 1595 году султаном Мурадом III. Остальные фанариоты с громкой для греческого уха фамилией были более сговорчивы и регулярно направлялись султаном для управления Дунайскими княжествами, в том числе в достоинстве господаря.
Один из сыновей Андроника, Фома, был турецким послом в Россию, другой, Георгий, поселился в Молдавии, а третий, Константин (умер в 1661) — в Валахии. Дмитрий Кантакузен был дважды (1673—1676 и 1684) правителем Молдавии, а Щербан (родился в 1640, умер в 1688) и его племянник Стефан (1714, умер в 1716) — правителями Валахии.
После Прутского похода многие члены рода Кантакузен переселились в Россию, где наибольшей известностью пользовались князья Николай и Родион Кантакузены. Правнук Родиона, князь Михаил Родионович Кантакузен, единственный правнук по дочери покойного графа Михаила Сперанского, получил в 1872 разрешение присоединить к своей фамилии и титулу и фамилию графа Сперанского и именоваться впредь князем Кантакузеном графом Сперанским. Его сын, тоже Михаил, жил в США, женат был на Юлии Грант (1876—1975), внучке президента Гранта. Род Кантакузенов утверждён в России в княжеском достоинстве в 1865 году (Гербовник, XII, 7).
Из далеанской ветви рода Матвей Иванович Кантакузен выехал в Россию в 1791 году. Среди его сыновей Григорий был убит при Бородино в чине полковника, от Александра происходит ветвь семейства, получившая место в рядах австрийской аристократии, от Егора (женатого на сестре кн. А. М. Горчакова) — младшая ветвь русских Кантакузинов, ныне угасшая, к которой принадлежал, между прочим, Григорий Львович (1853—1902), русский посланник в Вашингтоне и Штутгарте, признанный Высочайше утверждённым, 7 декабря 1892, мнением Государственного совета в княжеском Российской империи достоинстве.

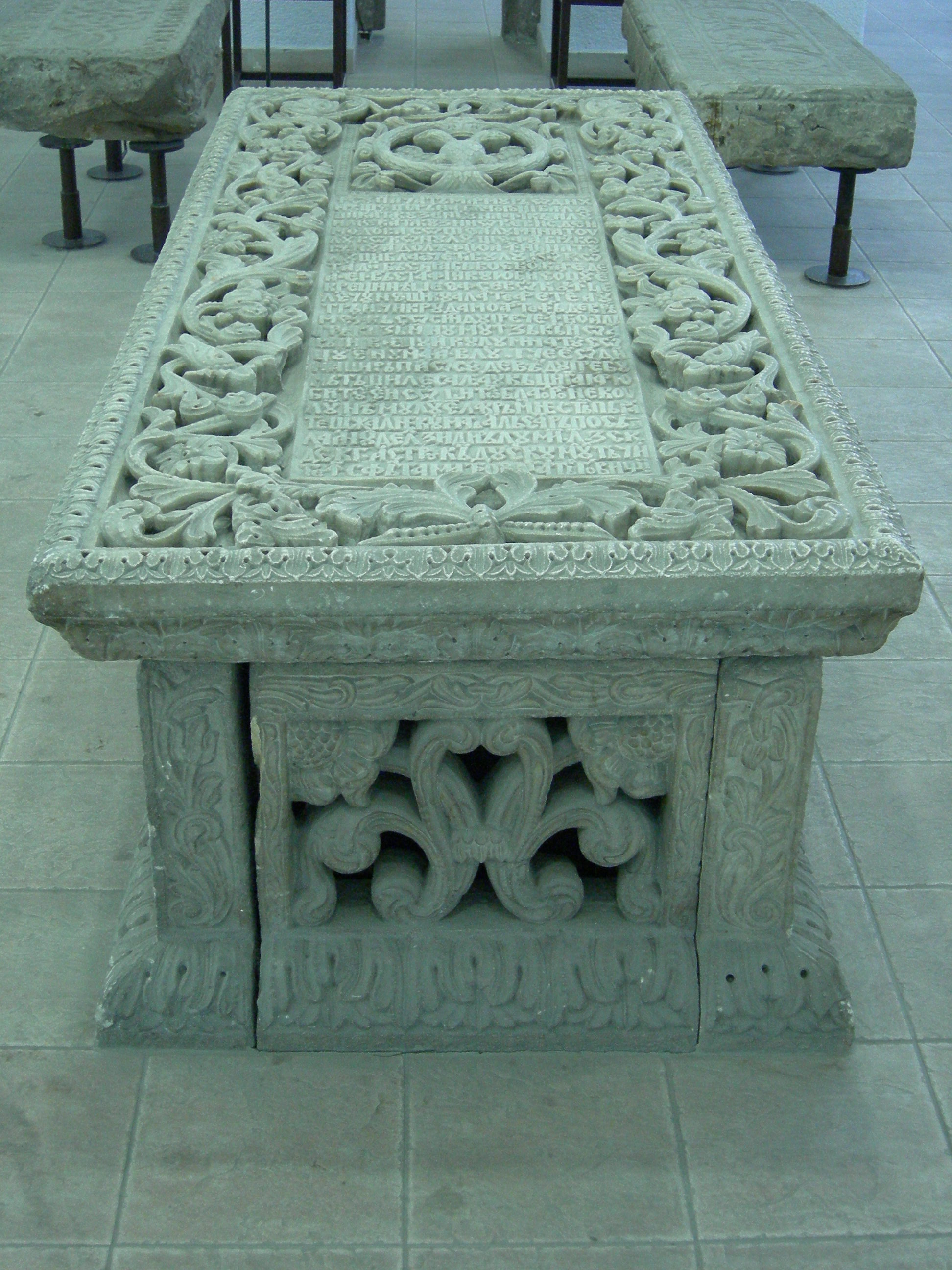
Саркофаг дочери господаря Шербана Кантакузена (1711)

Остальные ветви семейства остались в будущей Румынии, где играли весьма видную роль в придворной и политической жизни ещё в XX веке. Княжна Пульхерия Кантакузен была, в частности, женой русского генерала кн. Эмилия Витгенштейна. Константин Кантакузино (1905-1958), лётчик-истребитель, самый результативный румынский ас Второй мировой войны, при этом на его счету были как советские и американские, так и немецкие самолёты (всего 51 победа).

## Описание герба

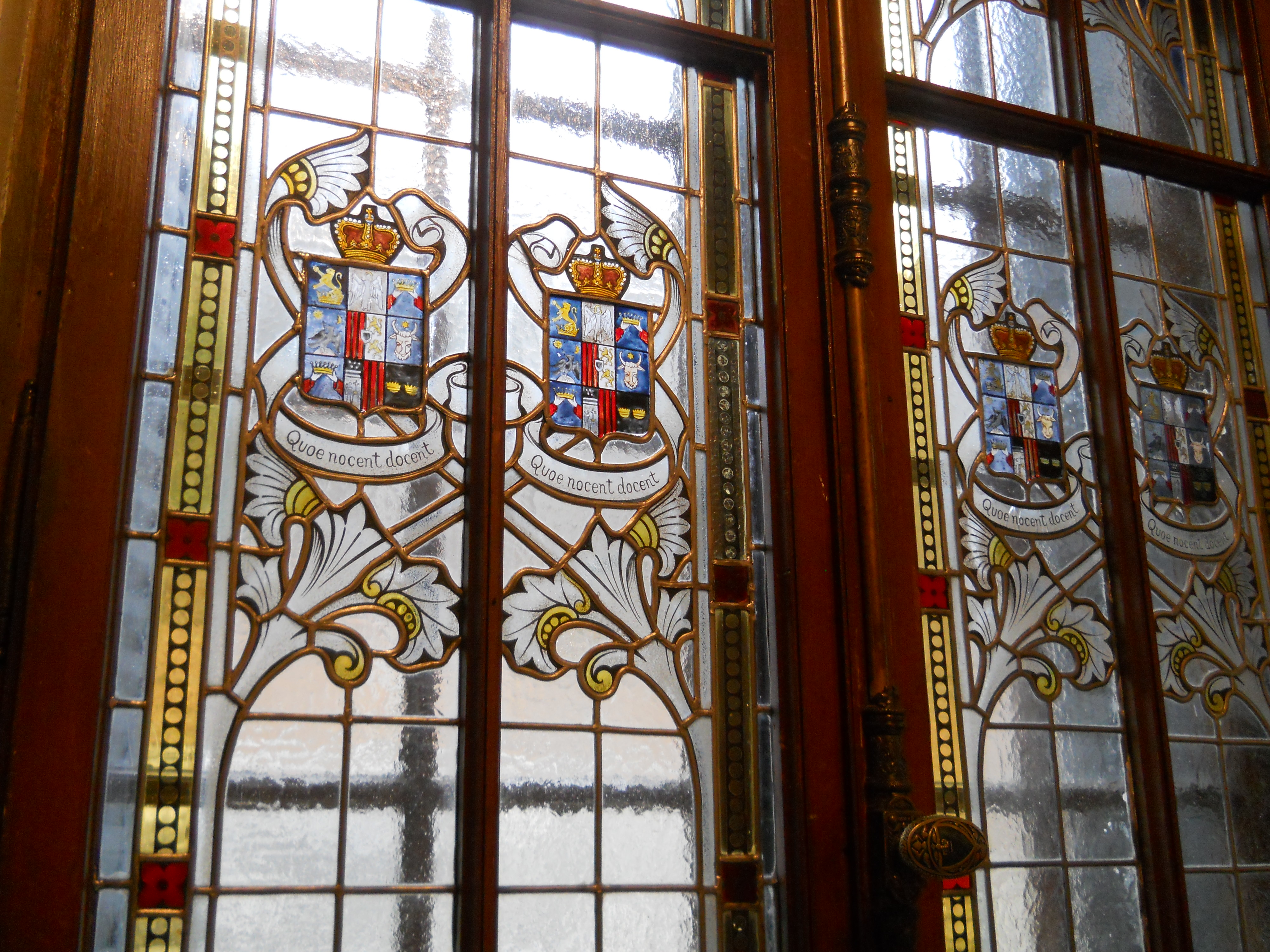
Родовой герб на витраже дворца в Буштени

В червлёном щите золотой двуглавый коронованный орёл, имеющий на груди щит дважды рассечённый и раз пересечённый. В первой серебряной части человек в лазоревой одежде, на коленях на чёрной скале и со сложенными руками, из правого верхнего угла части выходящая из лазоревого облака рука, держащая зелёную пальмовую ветвь (Герб рода Ангелов). Во второй лазоревой части византийская царская золотая корона, поддерживаемая двумя руками в червлёной одежде, выходящими с боков (Герб рода Комнинов). В третьей части, в червлёном поле золотой крест, имеющий в углах четыре золотые буквы «В» противообращенные (Герб Палеологов). В четвёртой золотой части два противупоставленные червлёные льва с чёрными глазами и языками держат передними лапами зелёное оторванное дерево (Герб князей Кантакузинов). В пятой лазоревой части золотая голова буйвола с червлёными глазами и рогами, между которых серебряная пятиконечная звезда, сопровождаемая справа серебряной розой о шести шипах, слева серебряным полумесяцем, рогами к голове буйвола обращённым (Герб Молдавии). В шестой лазоревой части золотой, стоящий на зелёной скале, ворон с червлёными глазами и языком, держащий в клюве золотой крест, сопровождаемый вверху золотым же солнцем и полумесяцем (Герб Валахии). Щиток увенчан короной великого магистра ордена Св. Константина.
Основной щит увенчан серебряным с золотыми украшениями шлемом, покрытым византийской императорской короной. Намёт: червлёный с золотом. Щитодержатели: два ангела в серебряной одежде, одной рукой поддерживающие щит, в другой имеющие зелёные пальмовые ветви. Девиз: «QUAE NOCENT DOCENT» («что заставляет страдать, то наставляет») золотыми буквами на червлёной ленте. Герб украшен императорской византийской мантией и увенчан таковою же короной. Герб рода князей Кантакузиных внесён в Часть 12 Общего гербовника дворянских родов Всероссийской империи, стр. 7.

## Некоторые представители

### Фанар
| Представитель рода  | Примечания                                                                                       |
| ------------------- | ------------------------------------------------------------------------------------------------ |
| Дмитрий (ум. 1574)  | Казнён по приказу султана Мурада III в Константинополе.                                          |
| Михаил (ум. 1578)   | Казнён по приказу султана Мурада III в Анхиолии (Фракия).                                        |
| Андроник (ум. 1595) | Казнён по приказу султана Мурада III в Константинополе.                                          |
| Кантакузен, Фома    | Посол от султана Мурада IV к царю Михаилу Фёдоровичу, поселился в Молдавии (1633).               |
| Дмитрий             | Переселился в Крым (1633) и принял магометанство, потомство его поселилось в Феодосийском уезде. |
| Матвей              | Великий ага.                                                                                     |

### Валахия (1310—1861)
| Представитель рода                     | Примечания |
| -------------------------------------- | --- |
| Константин (ум. 1661)                  | Казнён господарём Григорием Гикой. Жена: Елена Крайовеску, дочь господаря валахского Раду Щербана.                                                          |
| Драгич (Троян; ум. 1667)               | Великий спафарий княжества Валахского. |
| Щербан I Кантакузин (Сергей; ум. 1689) | Господарь Валахский. |
| Пырвул (Пров; ум. 1690)                | Великий стольник. Жена: Елена Марешко-Божеско, дочь великого бана Крайовы.                                                                                  |
| Георгий (ум. 1692)                     | Великий спафарий. |
| Георгий                                | Великий спафарий. |
| Георгий                                | Великий логофет. |
| Феодор                                 | Великий стольник |
| Родион (Раду; ум. 1715)                | Великий спарж княжества Валахского. |
| Константин (ум. 1716)                  | Великий стольник княжества Валахского, казнён в Константинопле.                                                                                             |
| Михаил (ум. 1716)                      | Великий спарж княжества Валахского, казнён в Константинополе.                                                                                               |
| Кантакузен, Штефан (Стена; ум. 1716)   | Последний господарь Валахский из рода Кантакузенов, избран боярами (1714), казнён в Константинополе. Вдова его бежала в Россию и поселилась в С-Петербурге. |
| Георгий (ум. 1739)                     | Граф Римской империи, избран господарём валахским (1717), но не смог занять престол. Сделан великим баном Крайовы (1718), умер в Германштадте.              |
| Мария (ум. 1731)                       | Жена боярина Палеолог-Гульяно. |
| Иоанн                                  | Великий логофет. Жена: Зоя Александровна Гика. |
| Матвей (ум. 1740)                      | Великий бан Крайовы |
| Пырвул (Пров; ум. 1751)                | Великий стольник |
| Родион (Раду или Рудольф)              | Князь Римской империи. |
| Пырвул (Пров)                          | Князь, великий бан Валахии, временно управлял княжеством Валахским (1769).                                                                                  |
| Роксандра Родионовна                   | Княжна, жена Константина Гики, вице-президента княжества Валахского (1810).                                                                                 |

### Молдавия (1346—1861)
| Представитель рода | Примечания                   |
| ------------------ | ---------------------------- |
| Дмитрий            | Господарь Молдавский (1673). |

### Россия (1711—1917)
| Представитель рода                           | Примечания |
| -------------------------------------------- | --- |
| Кантакузен, Фома Матвеевич                   | Князь, граф Римской империи, великий спарж Валахии. Принят Петром I на русскую службу с чином генерал-майор (1711). Участвовал во взятии Браилова, пожалован шефом Тамбовского драгунского полка. Жена: Мария Дука. |
| Илона (ум. 1762)                             | Жена русского дворянина Ивана Васильевича Кожина. Умерла в Москве. |
| Кассандра (ум. 1713)                         | Жена молдавского господаря, князя Дмитрия Антиоховича Кантемира. Умерла в Москве. |
| Константин Степанович (ум. 1781)             | Бригадир на русской службе, вышел в отставку и поселился в Венгрии. По политическим причинам арестован австрийцами (1746), посажен в крепости Грэц, где содержался 35 лет, умер через несколько дней после освобождения. |
| Кантакузен, Родион Матвеевич (Раду, Радукан) | Князь, участвовал волонтёром в Кагульском сражении, сформировал гусарский полк, названный императрицей Екатериной II Волошским и назначила его шефом, отличился при осаде Силистрии (1773). Жена: княжна Екатерина Иоановна Маврокордато, дочь господаря молдавского.                                                               |
| Михаил Матвеевич                             | Князь, великий бан Валахии, выехал в Россию (1776). |
| Иван Родионович                              | Князь, великий спафарий Валахии, осуждён Портою на смерть (1788), бежал в Австрию, переселился в Россию (1791). |
| Кантакузен, Николай Родионович               | Князь, прапорщик Волохского гусарского полка, занимал разные административные должности в Валахии, подполковник австрийской службы, командовал волонтёрами в армии принца Кобургского, участник взятия Измаила (1790), переселился в Россию (1791), формировал Бугское казачье войско, наказной атаман бугских казаков (1808—1818). |
| Матвей Иванович                              | Князь, великий вестиар молдавский, выехал в Россию (1791). Жена: Раду Калимахи, дочь господаря молдавского. |
| Георгий Матвеевич                            | Князь, начал службу в лейб-гвардии Конном полку, участник походов (1806, 1809 и 1812) под начальством графа Платова, был в партизанах с графом Чернышёвым (1813), участвовал с князем Инсиланти в восстании гетеристов. |
| Кантакузен, Александр Матвеевич (ум. 1841)   | Принимал деятельное участие в независимости Греции, умер в Афинах. |
| Родион Николаевич                            | Князь, генерал-майор русской службы, участвовал в войнах с Турцией (1828—1829), Польшей (1831) и Турецкой (1854) |

- Кантакузен, Григорий:[править]  -  Кантакузен, Григорий Львович (1843—1902) — русский дипломат, гофмейстер из рода Кантакузенов.
  -  Кантакузен, Григорий Матвеевич (1767—1812) — российский командир эпохи наполеоновских войн, полковник гвардии.
- Кантакузен, Михаил:[править]  -  Кантакузен, Михаил Александрович (1840 — 1891) — русский военачальник, генерал-майор. 
  -  Кантакузен, Михаил Михайлович (1858—1927) — русский генерал, участник русско-японской и Первой мировой войн.
  -  Кантакузен, Михаил Родионович (граф Сперанский; 1848—1894) — директор департамента духовных дел иностранных исповеданий.

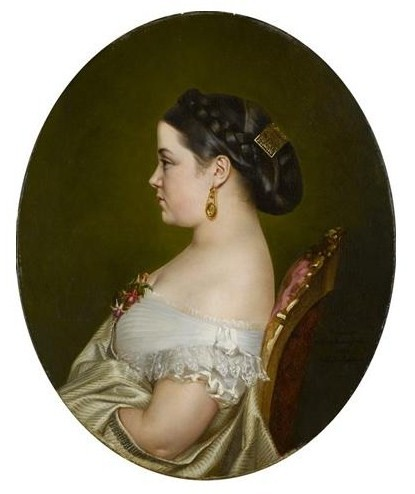
Ольга Кантакузина, жена князя Лоренцо Альтьери

- Кантакузен, Владимир Георгиевич (7 июля 1872 — 16 июля 1937) — русский генерал, герой Первой мировой войны.
- Кантакузен, Пётр Петрович (в монашестве Амвросий; 1947—2009) — епископ Русской православной церкви за границей.

### Румыния
- Александру Кантакузино (1811 (?) год — 8 марта 1884 года) — министр иностранных дел и министр финансов Объединённого княжества Валахии и Молдавии в 1862—1863 годах, основатель Румынского географического общества.
- Ион Кантакузино (25 января 1863 года — 14 января 1934 года) —  румынский врач-бактериолог.
- Константин Кантакузино (11 ноября 1905 года — 26 мая 1958 года) — румынский лётчик-ас.